# Pante Bayam
Pante Bayam is een bestuurslaag in het regentschap Aceh Timur van de provincie Atjeh, Indonesië. Pante Bayam telt 1085 inwoners (volkstelling 2010).